# أوسمة وميداليات الاتحاد السوفيتي
جوائز وأوسمة الاتحاد السوفيتي هي أوسمة من الاتحاد السوفيتي السابق، تم إيقاف بعض الجوائز والأوسمة والأوامر بعد تفكك الاتحاد السوفيتي، بينما لا يزال الاتحاد الروسي يصدر البعض الآخر اعتبارًا من عام 2021. وتم إعادة صياغة العديد من الجوائز ببساطة في الاتحاد الروسي، مثل انتقال بطل الاتحاد السوفيتي إلى بطل الاتحاد الروسي، وبطل العمل الاشتراكي إلى بطل العمل في الاتحاد الروسي، تغطي مجموعة واسعة من الجوائز والأوسمة السوفيتية الفترة من عام 1917 إلى عام 1991.

## الألقاب الفخرية
| شارة وشريط                     | الأسم                                                       | تاريخ الإنشاء  | وصف | الرقم الممنوح                                    |
| ------------------------------ | ----------------------------------------------------------- | -------------- | --- | ------------------------------------------------ |
|                                | نجمة المارشال                                               | 2 سبتمبر 1940  | جائزة الرقبة تمنح لمن تمت ترقيتهم إلى رتبة مارشال الاتحاد السوفيتي. | ~200                                             |
|                                | بطل الاتحاد السوفيتي                                        | 16 أبريل 1934  | أعلى لقب فخري يمكن أن يُمنح لكل من المدنيين والجنود السوفييت مقابل عمل بطولي (يمكن أيضًا منحه مع وسام لينين). | 12,755 (101 مرتين، و 3 ثلاث مرات، و 2 أربع مرات) |
| Gold Medal "Hammer and Sickle" | بطل العمل الاشتراكي                                         | 27 ديسمبر 1938 | مُنحت لإنجازات استثنائية في الاقتصاد الوطني والثقافة (يمكن أيضًا منحها مع وسام لينين). | 20,812 (201 مرتين، و 15 ثلاث مرات)               |
| Order "Mother Heroine"         | الأم البطلة                                                 | 8 يوليو 1944   | تم منح هذا اللقب لجميع الأمهات اللائي يحملن وتربى عشرة أطفال أو أكثر. تم منحه في عيد الميلاد الأول للطفل الأخير، بشرط بقاء تسعة أطفال آخرين (طبيعيين أو متبنين) على قيد الحياة. كما تم احتساب الأطفال الذين لقوا حتفهم في ظل الظروف البطولية أو العسكرية أو غيرها من الظروف المحترمة. | 454,142                                          |
|                                | تكريم طيار الاختبار لاتحاد الجمهوريات الاشتراكية السوفيتية  | 14 أغسطس 1958  | مُنحت لطياري الاختبار العسكريين والمدنيين من الدرجة الأولى في صناعة الطائرات المدنية ووزارة الدفاع في اتحاد الجمهوريات الاشتراكية السوفيتية، لسنوات عديدة من العمل الإبداعي في مجال الاختبار والبحث في تقنيات الطيران الجديدة. |                                                  |
|                                | تكريم ملاح الاختبار لاتحاد الجمهوريات الاشتراكية السوفيتية  | 14 أغسطس 1958  | مُنحت لملاحي الاختبار العسكريين والمدنيين من الدرجة الأولى في صناعة الطائرات المدنية ووزارة الدفاع في اتحاد الجمهوريات الاشتراكية السوفيتية، لسنوات متعددة من العمل الإبداعي في مجال الاختبار والبحث في تقنيات الطيران الجديدة. |                                                  |
|                                | طيار رائد فضاء لاتحاد الجمهوريات الاشتراكية السوفيتية       | 14 أبريل 1961  | مُنحت من قبل هيئة رئاسة مجلس السوفيات الأعلى عن الإنجاز الرائع المتمثل في رحلة الفضاء في برنامج الفضاء السوفيتي. | 72                                               |
|                                | تكريم طيار عسكري لاتحاد الجمهوريات الاشتراكية السوفيتية     | 26 يناير 1965  | مُنحت لأعضاء وحدات الطيران العسكرية والوكالات العسكرية والمدارس العسكرية والمنظمات العسكرية وغيرها من السلطات العسكرية أو الفيدرالية، ولديهم طيارون عسكريون مؤهلون من الدرجة الأولى أو مدربون طيارون عسكريون من الدرجة الأولى، لإنجازاتهم البارزة في تطوير تكنولوجيا الطيران، والأداء العالي في تعليم وتدريب أفراد الطيران وعمليات طيران خالية من المتاعب على المدى الطويل في الطيران العسكري. |                                                  |
|                                | تكريم الملاح العسكري لاتحاد الجمهوريات الاشتراكية السوفيتية | 26 يناير 1965  | تُمنح لأعضاء وحدات الطيران العسكرية والوكالات العسكرية والمدارس العسكرية والمنظمات العسكرية وغيرها من السلطات العسكرية أو الفيدرالية، ولديهم ملاحون عسكريون مؤهلين من الدرجة الأولى أو ملاحين عسكريين من الدرجة الأولى، لإنجازاتهم البارزة في تطوير تكنولوجيا الطيران، والأداء العالي في تعليم وتدريب أفراد الطيران وعمليات طيران خالية من المتاعب على المدى الطويل في الطيران العسكري.        |                                                  |
|                                | تكريم الطيار لاتحاد الجمهوريات الاشتراكية السوفيتية         | 30 سبتمبر 1965 | مُنحت للطيارين المدنيين المؤهلين من الدرجة الأولى لجدارة خاصة في تطوير الطائرات الحديثة، في استخدام تقنيات الطيران الأكثر تقدمًا، ولأعلى المعايير في تعليم وتدريب طاقم الطيران، ولطيران طويل الأمد بدون مشاكل وللتميز إنجازات في استخدام الطيران في الاقتصاد الوطني |                                                  |
|                                | تكريم الملاح لاتحاد الجمهوريات الاشتراكية السوفيتية         | 30 سبتمبر 1965 | مُنحت للملاحين المدنيين المؤهلين من الدرجة الأولى لجدارة خاصة في تطوير الطائرات الحديثة، في استخدام تقنيات الملاحة الأكثر تقدمًا، ولأعلى المعايير في تعليم وتدريب أفراد الطيران، ولطيران طويل الأمد بدون مشاكل وللتميز إنجازات في استخدام الطيران في الاقتصاد الوطني. |                                                  |
|                                | تكريم مخترع الاتحاد السوفيتي                                | ديسمبر 28,1981 | مُنحت للمقترحات المبتكرة. |                                                  |
|                                | تكريم المتبرع بالدم لاتحاد الجمهوريات الاشتراكية السوفيتية  |                | مُنحت للمتبرعين بالدم في الاتحاد السوفيتي. |                                                  |
|                                | طبيب الشعب لاتحاد الجمهوريات الاشتراكية السوفيتية           | 25 أكتوبر 1977 | تم منح هذه الوسام لمساهمات جديرة بالاهتمام في تحسين الصحة العامة. |                                                  |
|                                | مهندس الشعب لاتحاد الجمهوريات الاشتراكية السوفيتية          | 12 أغسطس 1967  | تم منحها لنتائج مهمة سواء في التخطيط الحضري أو في تصميم المباني الهامة. |                                                  |
|                                | مدرس الشعب لاتحاد الجمهوريات الاشتراكية السوفيتية           | 30 ديسمبر 1977 | تم منح هذه الوسام لمساهمات جديرة بالاهتمام في نظام التعليم الوطني، وبشكل أساسي في تعليم الشيوعية للأطفال والشباب. |                                                  |
|                                | فنان الشعب في الاتحاد السوفيتي                              | 13 يناير 1937  | تم منحها لإنجازات استثنائية في فنون الأداء. |                                                  |
|                                | رسام الشعب لاتحاد الجمهوريات الاشتراكية السوفيتية           | 16 يوليو 1943  | تم منحها لإنجازات استثنائية في الفنون البصرية مثل الرسم والنحت والرسم والتصوير الفوتوغرافي. |                                                  |

## الأوسمة

### أوسمة عسكرية
| شارة وشريط       | الاسم                                                                                         | تاريخ الإنشاء                 | وصف | الرقم الممنوح |
| ---------------- | --------------------------------------------------------------------------------------------- | ----------------------------- | --- | ------------- |
| Order of Victory | وسام النصر                                                                                    | 8 نوفمبر 1943                 | كان وسام النصر أعلى وسام عسكري في خدمة القوات المسلحة السوفيتية للحرب العالمية الثانية، وواحدًا من أندر وسام في العالم بسبب قلة عدد المستفيدين. تأسست في 8 نوفمبر 1943 وتم منحها فقط للجنرالات والمارشال "لعملية ناجحة في إطار واحدة أو عدة جبهات مما أدى إلى تغيير جذري في الوضع لصالح الجيش الأحمر". مصنوعة من البلاتين والياقوت و 174 ماسة، القيمة الجوهرية للطلب كبيرة. تُصوِّر الشارة برج سباسكايا التابع لموسكو الكرملين، وضريح لينين في المقدمة. | 20            |
|                  | وسام الراية الحمراء                                                                           | 16 سبتمبر 1918 – 1 أغسطس 1924 | وسام الراية الحمراء يعترف بالأعمال العسكرية. قبل إنشاء وسام لينين، كان وسام الراية الحمراء بمثابة أعلى نظام عسكري (وعمليًا الوحيد) لاتحاد الجمهوريات الاشتراكية السوفيتية. عمليا أصبح جميع القادة السوفييت المعروفين كافالييرز من وسام الراية الحمراء. مُنحت أيضًا لموظفي NKVD. | 581,300       |
|                  | وسام النجمة الحمراء                                                                           | 6 أبريل 1930                  | تم منح وسام النجمة الحمراء لأفراد الجيش الأحمر والبحرية لخدمة استثنائية في قضية الدفاع عن الاتحاد السوفيتي في كل من الحرب والسلام. مُنحت أيضًا لمدة 15 عامًا من الخدمة قبل إنشاء جوائز الخدمة الطويلة. | 3,876,740     |
|                  | وسام الحرب الوطنية - رتبة الدرجة الأولى                                                       | 20 مايو 1942                  | مُنح وسام الحرب الوطنية لجميع الجنود في القوات المسلحة السوفيتية وقوات الأمن والأنصار بسبب الأعمال البطولية خلال الحرب الوطنية العظمى. في عام 1985 أثناء الاحتفال بالذكرى الأربعين للحرب الوطنية العظمى، تقرر منح جميع قدامى المحاربين الباقين على قيد الحياة إما الدرجة الثانية أو الأولى من النظام. | 2,627,899     |
|                  | وسام الحرب الوطنية - رتبة الدرجة الثانية                                                      | 20 مايو 1942                  | مُنح وسام الحرب الوطنية لجميع الجنود في القوات المسلحة السوفيتية وقوات الأمن والأنصار بسبب الأعمال البطولية خلال الحرب الوطنية العظمى. في عام 1985 أثناء الاحتفال بالذكرى الأربعين للحرب الوطنية العظمى، تقرر منح جميع قدامى المحاربين الباقين على قيد الحياة إما الدرجة الثانية أو الأولى من النظام. | 6,716,384     |
|                  | وسام الكسندر نيفسكي                                                                           | 29 يوليو 1942                 | لضباط الجيش من أجل الشجاعة الشخصية والقيادة الحازمة. | 50,585        |
|                  | وسام سوفوروف - رتبة الدرجة الأولى                                                             | 29 يوليو 1942                 | يتم منح رتبة الدرجة الأولى لقادة الجيش من أجل التوجيه الاستثنائي للعمليات القتالية. | 393           |
|                  | وسام سوفوروف - رتبة الدرجة الثانية                                                            | 29 يوليو 1942                 | يتم منحه لرتبة الدرجة الثانية لقادة الفيلق والانقسامات والألوية لتحقيق نصر حاسم على عدو متفوق عدديًا. | 2,862         |
|                  | وسام سوفوروف - رتبة الدرجة الثالثة                                                            | 29 يوليو 1942                 | تُمنح رتبة الدرجة الثالثة لقادة الفوج، ورؤساء أركانهم، وقادة الكتائب والسرايا للقيادة المتميزة التي أدت إلى انتصار المعركة. | 4,012         |
|                  | وسام كوتوزوف - رتبة الدرجة الأولى                                                             | 29 يوليو 1942                 | تم إنشاء وسام كوتوزوف (الدرجة الأولى) لمنح قادة الجبهات والجيوش المراوغة الماهرة من هجمات العدو والهجمات المضادة الناجحة. | 669           |
|                  | وسام كوتوزوف - رتبة الدرجة الثانية                                                            | 29 يوليو 1942                 | تم إنشاء وسام كوتوزوف (الدرجة الثانية) لمنح قادة السلك والانقسامات والألوية للمهربة الماهرة من هجمات العدو والهجمات المضادة الناجحة. | 3,325         |
|                  | وسام كوتوزوف - رتبة الدرجة الثالثة                                                            | 8 فبراير 1943                 | تم إنشاء وسام كوتوزوف (الدرجة الثالثة) لمنح القادة، ورؤساء أركانهم، وقادة الكتائب والسرايا للمراوغات الماهرة من هجمات العدو والهجمات المضادة الناجحة. | 3,328         |
|                  | وسام بوجدان خميلنيتسكي - الرتبة الأولى                                                        | 10 أكتوبر 1943                | تم منح رتبة الدرجة الأولى لقادة الجبهة أو الجيش من أجل التوجيه الناجح للعمليات القتالية التي أدت إلى تحرير منطقة أو بلدة وإلحاق خسائر جسيمة بالعدو. | 323           |
|                  | وسام بوجدان خميلنيتسكي - الرتبة الثانية                                                       | 10 أكتوبر 1943                | تم منح رتبة الدرجة الثانية لقادة الفيلق أو الانقسامات أو الألوية أو الكتائب لخرق خط العدو الدفاعي أو غارة في مؤخرة العدو. | 2,389         |
|                  | وسام بوجدان خميلنيتسكي - الرتبة الثالثة                                                       | 10 أكتوبر 1943                | تم منح وسام الدرجة الثالثة للضباط والقادة الحزبيين والرقباء والعريفين والعسكريين من الجيش الأحمر والوحدات الحزبية لشجاعتهم المتميزة وسعة الحيلة التي أدت إلى انتصار المعركة. | 5,738         |
|                  | وسام المجد - الرتبة الأولى                                                                    | 8 نوفمبر 1943                 | تم منح وسام المجد، الذي تم تصميمه على غرار الصليب القيصري للقديس جورج، لضباط الصف وجنود القوات المسلحة، بالإضافة إلى صغار الملازمين في القوات الجوية، لشجاعتهم في مواجهة العدو. حصل الشخص في البداية على الدرجة الثالثة، وبعد ذلك سيتم ترقيته إلى درجات أعلى لمزيد من أعمال الشجاعة. | 2,620         |
|                  | وسام المجد - الرتبة الثانية                                                                   | 8 نوفمبر 1943                 | تم منح وسام المجد، الذي تم تصميمه على غرار الصليب القيصري للقديس جورج، لضباط الصف وجنود القوات المسلحة، بالإضافة إلى صغار الملازمين في القوات الجوية، لشجاعتهم في مواجهة العدو. حصل الشخص في البداية على الدرجة الثالثة، وبعد ذلك سيتم ترقيته إلى درجات أعلى لمزيد من أعمال الشجاعة. | 46,473        |
|                  | وسام المجد - الرتبة الثالثة                                                                   | 8 نوفمبر 1943                 | تم منح وسام المجد، الذي تم تصميمه على غرار الصليب القيصري للقديس جورج، لضباط الصف وجنود القوات المسلحة، بالإضافة إلى صغار الملازمين في القوات الجوية، لشجاعتهم في مواجهة العدو. حصل الشخص في البداية على الدرجة الثالثة، وبعد ذلك سيتم ترقيته إلى درجات أعلى لمزيد من أعمال الشجاعة. | 997,815       |
|                  | وسام أوشاكوف - الرتبة الأولى                                                                  | 3 مارس 1944                   | يُمنح لضباط البحرية تقديراً لإنجازاتهم المتميزة في التخطيط والقيام بالعمليات البحرية وللانتصارات القتالية الناتجة عن هذه العمليات. | 47            |
|                  | وسام أوشاكوف - الرتبة الثانية                                                                 | 3 مارس 1944                   | مُنحت لضباط البحرية للتوجيه الممتاز والتخطيط الناجح لمعركة بحرية ضد عدو متفوق عدديًا ينتج عنه إبادة العديد من القوات. | 198           |
|                  | وسام ناخيموف - الرتبة الأولى                                                                  | 3 مارس 1944                   | مُنحت لضباط البحرية على التخطيط المتميز وتنفيذ العمليات. | 80            |
|                  | وسام ناخيموف - الرتبة الثانية                                                                 | 3 مارس 1944                   | مُنحت لضباط البحرية على التخطيط المتميز وتنفيذ العمليات. | 467           |
|                  | وسام "للخدمة للوطن في القوات المسلحة لاتحاد الجمهوريات الاشتراكية السوفيتية" - الرتبة الأولى  | 28 October 1974               | تم منح هذا الوسام للخدمة المثالية في القوات المسلحة، أثناء الحرب وأثناء السلم. تم منح المستلم أولاً أمرًا من الدرجة الثالثة، ثم إذا تم إجراء المزيد من الأعمال، يتم منح الدرجة الثانية والأولى. مثل النظام المدني لمجد العمل الذي تم تصميمه على أساسه، فقد أعطى عددًا معينًا من الفوائد المادية لأصحابها. | 13            |
|                  | وسام "للخدمة للوطن في القوات المسلحة لاتحاد الجمهوريات الاشتراكية السوفيتية" - الرتبة الثانية | 28 October 1974               | تم منح هذا الأمر للخدمة المثالية في القوات المسلحة، أثناء الحرب وأثناء السلم. تم منح المستلم أولاً أمرًا من الدرجة الثالثة، ثم إذا تم إجراء المزيد من الأعمال، يتم منح الدرجة الثانية والأولى. مثل النظام المدني لمجد العمل الذي تم تصميمه على أساسه، فقد أعطى عددًا معينًا من الفوائد المادية لأصحابها. | 589           |
|                  | وسام "للخدمة للوطن في القوات المسلحة لاتحاد الجمهوريات الاشتراكية السوفيتية" - الرتبة الثانية | 28 October 1974               | تم منح هذا الأمر للخدمة المثالية في القوات المسلحة، أثناء الحرب وأثناء السلم. تم منح المستلم أولاً أمرًا من الدرجة الثالثة، ثم إذا تم إجراء المزيد من الأعمال، يتم منح الدرجة الثانية والأولى. مثل النظام المدني لمجد العمل الذي تم تصميمه على أساسه، فقد أعطى عددًا معينًا من الفوائد المادية لأصحابها. | 69,576        |

### الأوسمة العسكرية والمدنية
| شارة وشريط | الأسم                   | تاريخ الإنشاء  | وصف | الرقم الممنوح |
| ---------- | ----------------------- | -------------- | --- | ------------- |
|            | وسام لينين              | 6 أبريل 1930   | تُمنح للمدنيين والجنود على حد سواء لخدمة متميزة للوطن الأم في الدفاع، وتعزيز السلام وتقوية العمل. من 1930-1934 صنعت من الفضة، 1934-1936 من الذهب و 1936-1991 من البلاتين. | 462184        |
|            | وسام ثورة أكتوبر        | 31 أكتوبر 1967 | تم إنشاء هذا الأمر للاحتفال بالذكرى الخمسين لثورة أكتوبر، وتم منح هذا الأمر للأفراد أو الجماعات للخدمات التي تعزز الشيوعية أو الدولة أو لتعزيز دفاعات الاتحاد السوفيتي. | 106462        |
|            | وسام الصداقة بين الشعوب | 17 أكتوبر 1972 | تم منح هذا الأمر إلى الأشخاص والمنظمات والمؤسسات والوحدات العسكرية، فضلاً عن التقسيمات الفرعية الإدارية لاتحاد الجمهوريات الاشتراكية السوفيتية من أجل "الإنجازات في تعزيز الصداقة والتعاون بين الأعراق والصداقة الدولية، من أجل التنمية الاقتصادية والسياسية والعلمية والعسكرية والثقافية لاتحاد الجمهوريات الاشتراكية السوفيتية. الاتحاد السوفيتي". | 77719         |

### أوسمة مدنية
| شارة وشريط | الأسم                           | تاريخ الإنشاء  | وصف | الرقم الممنوح |
| ---------- | ------------------------------- | -------------- | --- | ------------- |
|            | وسام الراية الحمراء للعمل       | 7 سبتمبر 1928  | تم إنشاء هذا الأمر باعتباره النظير المدني للوسام العسكري للراية الحمراء وتم منحه لإنجازات العمل الاستثنائية. | 1,259,942     |
|            | وسام الشرف                      | 25 نوفمبر 1935 | منح هذا الأمر مواطني الاتحاد السوفيتي "لإنجازات بارزة في الإنتاج والبحث العلمي والأنشطة الاجتماعية والثقافية وغيرها من أشكال النشاط الاجتماعي". تم استبداله في 28 ديسمبر 1988 بسام الشرف، بمظهر متطابق تقريبًا. | 1,574,368     |
|            | وسام مجد الأم/ الرتبة الأولى    | 8 يوليو 1944   | تم منح هذه الزخرفة لجميع الأمهات اللواتي يحملن وتربى 9 أطفال. تم منحه في عيد الميلاد الأول للطفل الأخير، بشرط بقاء ثمانية أطفال آخرين (طبيعيين أو متبنين) على قيد الحياة. كما تم احتساب الأطفال الذين لقوا حتفهم في ظل الظروف البطولية أو العسكرية أو غيرها من الظروف المحترمة. | 881,070       |
|            | وسام مجد الأم/الرتبة الثانية    | 8 يوليو 1944   | تم منح هذه الزخرفة لجميع الأمهات اللاتي يحملن وتربى 8 أطفال. تم منحه في عيد الميلاد الأول للطفل الأخير، بشرط بقاء سبعة أطفال آخرين (طبيعيين أو متبنين) على قيد الحياة. كما تم احتساب الأطفال الذين لقوا حتفهم في ظل الظروف البطولية أو العسكرية أو غيرها من الظروف المحترمة. | 1,697,223     |
|            | وسام مجد الأم/الرتبة الثالثة    | 8 يوليو 1944   | تم منح هذه الزخرفة لجميع الأمهات اللواتي يحملن وتربى 7 أطفال. تم منحه في عيد الميلاد الأول للطفل الأخير، بشرط بقاء ستة أطفال آخرين (طبيعيين أو متبنين) على قيد الحياة. كما تم احتساب الأطفال الذين لقوا حتفهم في ظل الظروف البطولية أو العسكرية أو غيرها من الظروف المحترمة. | 3,083,328     |
|            | وسام مجد العمل/الرتبة الأولى    | 18 يناير 1974  | تم تصميم هذا الأمر بشكل وثيق على وسام المجد، وكان من المفترض أن يكون نظيره المدني، ويمنح لإنجازات العمل الاستثنائية. بنفس طريقة وسام المجد، تم تقسيمه إلى ثلاث فئات (أعلىها هي الدرجة الأولى)، حيث حصل الشخص في البداية على الدرجة الثالثة، ثم تمت ترقيته لاحقًا إلى درجات أعلى لتحقيق المزيد من الإنجازات. كما أعطت عددًا معينًا من المزايا المادية لأصحابها، مثل زيادة المعاشات التقاعدية ووسائل النقل العام المجانية. | 972           |
|            | وسام مجد العمل - الرتبة الثانية | 18 يناير 1974  | تم تصميم هذا الأمر بشكل وثيق على وسام المجد، وكان من المفترض أن يكون نظيره المدني، ويمنح لإنجازات العمل الاستثنائية. بنفس طريقة وسام المجد، تم تقسيمه إلى ثلاث فئات (أعلىها هي الدرجة الأولى)، حيث حصل الشخص في البداية على الدرجة الثالثة، ثم تمت ترقيته لاحقًا إلى درجات أعلى لتحقيق المزيد من الإنجازات. كما أعطت عددًا معينًا من المزايا المادية لأصحابها، مثل زيادة المعاشات التقاعدية ووسائل النقل العام المجانية. | 45,197        |
|            | وسام مجد العمل - الرتبة الثالثة | 18 يناير 1974  | تم تصميم هذا الأمر بشكل وثيق على وسام المجد، وكان من المفترض أن يكون نظيره المدني، ويمنح لإنجازات العمل الاستثنائية. بنفس طريقة وسام المجد، تم تقسيمه إلى ثلاث فئات (أعلىها هي الدرجة الأولى)، حيث حصل الشخص في البداية على الدرجة الثالثة، ثم تمت ترقيته لاحقًا إلى درجات أعلى لتحقيق المزيد من الإنجازات. كما أعطت عددًا معينًا من المزايا المادية لأصحابها، مثل زيادة المعاشات التقاعدية ووسائل النقل العام المجانية. | 637,816       |
|            | وسام "من أجل الشجاعة الشخصية"   | 28 ديسمبر 1988 | يمكن منح هذه الوسام لأي مواطن في الاتحاد السوفيتي يظهر شجاعة وشجاعة بارزة أثناء إنقاذ الأرواح، والحفاظ على النظام العام وحماية ممتلكات الدولة، وكذلك لمحاربة الجريمة والكوارث البيئية وغيرها من الأحداث الاستثنائية. | 529           |

## الميداليات العسكرية

### فريق أول
| شارة وشريط | الأسم                                                                                     | تاريخ الإنشاء   | وصف | الرقم الممنوح |
| ---------- | ----------------------------------------------------------------------------------------- | --------------- | --- | ------------- |
|            | وسام الشجاعة                                                                              | 17 أكتوبر 1938  | مُنح وسام الشجاعة تقديراً للشجاعة الشخصية والبسالة في الدفاع عن الوطن الاشتراكي أثناء أداء الواجبات العسكرية، أو "لأعمال الشجاعة أثناء معركة، أو أثناء الدفاع عن حدود الدولة أو أثناء الواجبات العسكرية المرتبطة بالمخاطر على الحياة".                                                                                         | 4,569,893     |
|            | ميدالية "لاستحقاق المعركة"                                                                | 17 أكتوبر 1938  | تُمنح هذه الميدالية العسكرية لـ "العمل القتالي الذي أدى إلى نجاح عسكري"، أو "الدفاع الشجاع عن حدود الدولة"، أو "التدريب والإعداد العسكري والسياسي الناجح". مُنحت أيضًا لمدة 10 سنوات من الخدمة قبل إنشاء جوائز الخدمة الطويلة.                                                                                                  | 5,210,078     |
|            | وسام "أنصار الحرب الوطنية" - الرتبة الاولى                                                | 2 فبراير 1943   | مُنحت لمنظمي الحركات الحزبية والشجاعة للشجاعة والبسالة ضد قوات الاحتلال خلال الحرب الوطنية العظمى. | 56,883        |
|            | وسام "أنصار الحرب الوطنية" - الرتبة الثانية                                               | 2 فبراير 1943   | مُنحت لمنظمي الحركات الحزبية والشجاعة للشجاعة والبسالة ضد قوات الاحتلال خلال الحرب الوطنية العظمى. | 70,992        |
|            | وسام أوشاكوف                                                                              | 3 مارس 1944     | مُنحت هذه الميدالية لضباط وجنود الأسطول، أثناء الحرب وأوقات السلم، لشجاعتهم وشجاعتهم أثناء العمليات العسكرية، ودوريات حدود الدولة، والواجبات العسكرية التي تنطوي على مخاطر على الحياة. لاحظ أن جزء "وقت السلم" ناتج عن تعديل للوضع في عام 1980 (قبل ذلك، كانت الميدالية تُمنح فقط أثناء الحروب).                               | 15,641        |
|            | وسام ناخيموف                                                                              | 3 مارس 1944     | تُمنح لمن هم في الخدمة البحرية لشجاعتهم وشجاعتهم أثناء المعارك البحرية ولأولئك الذين ليسوا في الخدمة البحرية والذين ساهموا في تحقيق نتائج ناجحة للمهام القتالية التي شاركت فيها القوات البحرية السوفيتية. | 14,020        |
|            | ميدالية "للتميز في حراسة حدود دولة اتحاد الجمهوريات الاشتراكية السوفيتية"                 | 13 يوليو 1950   | مُنحت لـ K.G.B. أفراد القوات الحدودية للعمليات العسكرية أو غيرها من الأعمال التي تظهر التميز في حراسة الحدود السوفيتية. | c. 67,520     |
|            | ميدالية "للتميز في حماية النظام العام"                                                    | 1 نوفمبر 1950   | مُنحت لأعضاء وزارة الداخلية (MVD) وقواتها الداخلية للمساعدة في الحفاظ على النظام العام ولجميع أفراد الخدمة في ميليتسيا للشجاعة التي أظهروها أثناء تصفية الجماعات الإجرامية والقبض على جنائي أو للتميز في التنظيم والتنسيق الميليشيات في مكافحة الجريمة أو الأعمال غير الأنانية أثناء منع أعمال الشغب / إدمان الكحول / السرقة. | c. 47,000     |
|            | ميدالية "للتميز في الخدمة العسكرية"                                                       | 28 أكتوبر 1974  | مُنحت لجنود الجيش السوفيتي والبحرية والقوات الحدودية والداخلية: لأداء ممتاز في القتال والتدريب السياسي؛ للتميز الخاص في التدريبات والمناورات في الخدمة القتالية والواجب القتالي؛ للشجاعة ونكران الذات والخدمات الأخرى التي تظهر أثناء الخدمة العسكرية.                                                                        | c. 20,000     |
|            | ميدالية "للتميز في الخدمة العسكرية"                                                       | 28 أكتوبر 1974  | مُنحت لجنود الجيش السوفيتي والبحرية والقوات الحدودية والداخلية: لأداء ممتاز في القتال والتدريب السياسي؛ للتميز الخاص في التدريبات والمناورات في الخدمة القتالية والواجب القتالي؛ للشجاعة ونكران الذات والخدمات الأخرى التي تظهر أثناء الخدمة العسكرية.                                                                        | c. 120,000    |
|            | وسام "تقوية الإخوان في السلاح"                                                            | 25 May 1979     | مُنحت للأفراد العسكريين وموظفي أمن الدولة والشؤون الداخلية والمواطنين الآخرين من الدول المشاركة في حلف وارسو، فضلاً عن الدول الاشتراكية والصديقة الأخرى لجدارة في تعزيز "جماعة الإخوان المسلمين" العسكرية. | c. 20,000     |
|            | Medal "For Impeccable Service"                                                            | 25 يناير 1958   | مُنحت لمدة 20 عامًا من الخدمة الممتازة. تم منح العديد من المتغيرات المختلفة لمجموعات مختلفة، مثل KGB ، و M.V.D ، و M.I.A ، والجيش السوفيتي، وما إلى ذلك. |               |
|            | Medal "For Impeccable Service"                                                            | 25 يناير 1958   | مُنحت لمدة 15 عامًا من الخدمة الممتازة. تم منح العديد من المتغيرات المختلفة لمجموعات مختلفة ، مثل KGB ، و M.V.D ، و M.I.A ، والجيش السوفيتي ، وما إلى ذلك. |               |
|            | Medal "For Impeccable Service" Third Class Медаль «За безупречную службу» третьей степени | 25 January 1958 | مُنحت لمدة 10 سنوات من الخدمة الممتازة. تم منح العديد من المتغيرات المختلفة لمجموعات مختلفة ، مثل KGB ، و M.V.D ، و M.I.A ، والجيش السوفيتي ، وما إلى ذلك. |               |
|            | Medal "Veteran of the Armed Forces of the USSR" Медаль «Ветеран Вооружённых Сил СССР»     | 20 May 1976     | لمدة 25 عامًا من الخدمة العسكرية التي لا تشوبها شائبة. | c. 880,000    |

### ميداليات الحملة

#### ميداليات الحملة الدفاعية للحرب العالمية الثانية
| شارة وشريط | الأسم                                                                               | تاريخ الإنشاء  | وصف | الرقم الممنوح |
| ---------- | ----------------------------------------------------------------------------------- | -------------- | --- | ------------- |
|            | ميدالية "دفاع لينينغراد" Медаль «За оборону Ленинграда»                             | 22 ديسمبر 1942 | مُنحت لجميع العسكريين والمدنيين السوفييت الذين شاركوا في الدفاع عن لينينغراد بين 8 سبتمبر 1941 و 27 يناير 1944.                            | ج. 1,496,000  |
|            | ميدالية "دفاع أوديسا" Медаль «За оборону Одессы»                                    | 22 ديسمبر 1942 | مُنحت لجميع العسكريين والمدنيين السوفييت الذين شاركوا في الدفاع عن أوديسا بين 10 أغسطس و 16 أكتوبر 1941.                                   | ج. 38000      |
|            | ميدالية "للدفاع عن سيفاستوبول" Медаль «За оборону Севастополя»                      | 22 ديسمبر 1942 | مُنحت لجميع العسكريين والمدنيين السوفييت الذين شاركوا في الدفاع عن سيفاستوبول بين 5 نوفمبر 1941 و 4 يوليو 1942.                            | 52.540        |
|            | ميدالية "للدفاع عن ستالينجراد" Медаль «а оборону Сталинграда»                       | 22 ديسمبر 1942 | مُنحت لجميع العسكريين والمدنيين السوفييت الذين شاركوا في الدفاع عن ستالينجراد بين 12 يوليو و 19 نوفمبر 1942.                               | 759560        |
|            | ميدالية "دفاع موسكو" Медаль «За оборону Москвы»                                     | 1 مايو 1944    | مُنحت لجميع العسكريين والمدنيين السوفييت الذين شاركوا في الدفاع عن موسكو بين 19 أكتوبر 1941 و 25 يناير 1942.                               | 1028600       |
|            | ميدالية "الدفاع عن القوقاز" Медаль «За оборону Кавказа»                             | 1 مايو 1944    | مُنحت لجميع العسكريين والمدنيين السوفييت الذين شاركوا في الدفاع عن منطقة القوقاز بين يوليو 1942 و 9 أكتوبر 1943.                           | ج. 870.000    |
|            | ميدالية "للدفاع عن القطب الجنوبي السوفيتي" Медаль «За оборону Советского Заполярья» | 5 ديسمبر 1944  | مُنحت لجميع العسكريين والمدنيين السوفييت الذين شاركوا في الدفاع عن المناطق السوفيتية عبر القطب الشمالي بين 25 يونيو 1941 و 19 سبتمبر 1944. | 353,240       |
|            | ميدالية "للدفاع عن كييف" Медаль «За оборону Киева»                                  | 21 يونيو 1961  | مُنحت لجميع العسكريين والمدنيين السوفييت الذين شاركوا في الدفاع عن كييف بين 7 يوليو و 26 سبتمبر 1941.                                      | 107.540       |

#### ميداليات الحملة الهجومية في الحرب العالمية الثانية
| شارة وشريط | الأسم | تاريخ الإنشاء  | وصف | الرقم الممنوح |
| ---------- | --- | -------------- | --- | ------------- |
|            | ميدالية "معركة برلين" Медаль «За взятие Берлина»                                                                                            | 9 يونيو 1945   | مُنح لأفراد الخدمة السوفيتية الذين شاركوا في معركة برلين من 22 أبريل و 2 مايو 1945. | c. 1,100,000  |
|            | ميدالية "حصار بودابست" Медаль «За взятие Будапешта»                                                                                         | 9 يونيو 1945   | مُنح لأفراد الخدمة السوفيتية الذين شاركوا في حصار بودابست بين 20 ديسمبر 1944 و 15 فبراير 1945. | 362,050       |
|            | ميدالية "معركة كونيغسبرغ" Медаль «За взятие Кенигсберга»                                                                                    | 9 يونيو 1945   | مُنح لأفراد الخدمة السوفيتية الذين شاركوا في معركة كونيغسبرغ بين 23 يناير و 10 أبريل 1945. | c. 760,000    |
|            | ميدالية "هجوم فيينا" Медаль «За взятие Вены»                                                                                                | 9 يونيو 1945   | مُنح لأفراد الخدمة السوفيتية الذين شاركوا في هجوم فيينا بين 16 مارس و 13 أبريل 1945. | 277,380       |
|            | ميدالية "من أجل تحرير براغ" Медаль «За освобождение Праги»                                                                                  | 9 يونيو 1945   | مُنح لأفراد الخدمة السوفيتية الذين شاركوا في تحرير براغ بين 3 و 9 مايو 1945. | 400,070       |
|            | ميدالية "من أجل تحرير وارسو" Медаль «За освобождение Варшавы»                                                                               | 9 يونيو 1945   | مُنح لأفراد الخدمة السوفيتية الذين شاركوا في تحرير وارسو بين 14 و 17 يناير 1945. | 701,700       |
|            | ميدالية "من أجل تحرير بلغراد" Медаль «За освобождение Белграда»                                                                             | 9 يونيو 1945   | مُنح لأفراد الخدمة السوفيتية الذين هجوم بلغراد بين 29 سبتمبر و 22 أكتوبر 1944. | c. 70,000     |
|            | ميدالية الانتصار على ألمانيا في الحرب الوطنية العظمى 1941-1945 Медаль «За Победу над Германией в Великой Отечественной войне 1941-1945 гг.» | 9 مايو 1945    | تُمنح لأفراد الخدمة السوفيتية الذين كانوا في الخدمة الفعلية خلال الحرب الوطنية العظمى (الخدمة العسكرية لمدة 3 أشهر أو الخدمة المدنية لمدة 6 أشهر). مُنحت أيضًا لبعض القوات المتحالفة مثل القوات المسلحة البلغارية في 9 سبتمبر 1944. | 14,933,000    |
|            | ميدالية "للنصر على اليابان" | 30 سبتمبر 1945 | مُنحت لأفراد الخدمة السوفيتية في الجبهتين الأولى والثانية للشرق الأقصى العابر لبيكال ، وأسطول المحيط الهادئ وأسطول نهر أمور الذي كان نشطًا بين 8 أغسطس و 23 أغسطس 1945.                                                            | c. 1,831,000  |

## الميداليات المدنية
| شارة وشريط | الأسم | تاريخ الإنشاء  | وصف | الرقم الممنوح |
| ---------- | --- | -------------- | --- | ------------- |
|            | ميدالية "لبسالة العمل" Медаль «а трудовую доблесть»                                                                             | 27 ديسمبر 1938 | تُمنح للعمال الذين كرسوا أنفسهم بشكل بطولي لبناء مجتمع اشتراكي أو أظهروا فهماً كاملاً للآلات / المعدات لتوفير مستوى عالٍ من الكفاءة أو لمساهمات كبيرة في الثقافة / العلوم / التصنيع.                              | 1,825,100     |
|            | وسام العمل المتميز Медаль «а трудовое отличие»                                                                                  | 27 ديسمبر 1938 | تُمنح للعمال الذين تميزوا بمعدلات إنتاج عالية أو لتطوير الثقافة / العلوم / التصنيع. | 2,146,400     |
|            | ميدالية "للعمل الشجاع في الحرب الوطنية العظمى 1941-1945" едаль «а доблестный труд в Великой Отечественной войне 1941-1945 гг. » | 6 يونيو 1945   | مُنحت لجميع العمال الصناعيين السوفييت لمدة عام واحد أو أكثر من العمل خلال الحرب الوطنية العظمى. (6 أشهر للمحاربين القدامى المعوقين / خريجي المدارس المهنية / المتقاعدين الذين عادوا للعمل للمساعدة.)           | 16.096.750    |
|            | وسام "خلاص الغرق" Медаль «а спасение утопающих»                                                                                 | 16 فبراير 1957 | تُمنح لأي شخص (من أي جنسية) للشجاعة والشجاعة ونكران الذات أثناء إنقاذ شخص / شخص من الماء أو لليقظة الفائقة وسعة الحيلة لمنع الغرق أو للتميز في تنظيم عمليات الإنقاذ في المياه السوفيتية أو للمواطنين السوفييت. | ج. 24000      |
|            | ميدالية "للشجاعة في النار" Медаль «а отвагу на пожаре»                                                                          | 30 أكتوبر 1957 | مُنح جميع المواطنين السوفييت للشجاعة والشجاعة في إطفاء الحرائق أو إنقاذ الأرواح / الممتلكات العامة أو الخاصة من الحريق أو منع الانفجارات والحرائق.                                                             | ج. 32000      |
|            | وسام "المخضرم في العمل" Медаль «Ветеран труда»                                                                                  | 18 يناير 1974  | يُمنح لاستحقاق موظفي الدولة عند التقاعد. | ج. 39197100   |

### حملات التطوير / الترميم
| شارة وشريط | الأسم | تاريخ الإنشاء  | وصف | الرقم الممنوح |
| ---------- | --- | -------------- | --- | ------------- |
|            | ميدالية "لترميم مناجم الفحم في دونباس" едаль «а восстановление угольных шахт Донбасса»                                                             | 10 سبتمبر 1947 | مُنحت للعمال والموظفين والمهندسين والمهنيين التجاريين للعمل المتميز والأداء الإنتاجي العالي والإنجازات في استعادة مناجم الفحم في دونباس. | 46350         |
|            | ميدالية "لترميم مشاريع التعدين الأسود في الجنوب" едаль «а восстановление предприятий чёрной металлургии юга»                                       | 18 مايو 1948   | مُنحت للعمال السوفييت ذوي الأداء المتميز في ترميم الشركات المعدنية السوداء التابعة للاتحاد السوفيتي التي دمرت خلال الحرب الوطنية العظمى. تمت استعادة 13 فرنًا عاليًا و 49 فرنًا مفتوحًا و 29 مطحنة تشطيب و 68 بطارية أفران فحم الكوك إلى معدلات الإنتاج الفعالة أو المتميزة. | 68710         |
|            | ميدالية "تنمية أراضى العذراء" едаль «а освоение целинных земель»                                                                                   | 20 أكتوبر 1956 | مُنحت لجميع العمال السوفييت الذين ساعدوا في زراعة 36.000.000 هكتار من الأراضي غير المزروعة سابقًا في كازاخستان وسيبيريا والأورال ومنطقة الفولغا وشمال القوقاز لمدة عامين كاملين من 1954 إلى 1956.                                                                         | 1,345,520     |
|            | ميدالية "بناء سكة حديد بايكال أمور" едаль «а строительство Байкало-Амурской магистрали»                                                            | 8 أكتوبر 1976  | مُنح لعمال سكة حديد بايكول-أمور (BAM) لمدة عامين من الخدمة المتميزة بين عامي 1974 و 1984. | 171030        |
|            | ميدالية "لتحويل الأرض غير السوداء لجمهورية روسيا الاتحادية الاشتراكية السوفيتية" Медаль «а преобразование Нечерноземья РСФСР»                      | 30 سبتمبر 1977 | مُنحت لمدة 3 سنوات خدمة متميزة في تطوير الزراعة السوفيتية. | ج. 25000      |
|            | ميدالية "لنزع التربة الجوفية وتوسيع مجمع البتروكيماويات في غرب سيبيريا" едаль «а освоение недр и развитие нефтегазового комплекса Западной Сибири» | 28 يوليو 1978  | مُنحت لمدة 3 سنوات خدمة متميزة في مجمع البتروكيماويات في غرب سيبيريا. | ج. 38000      |

### ميداليات الأمومة
| شارة وشريط | الأسم                                                      | تاريخ الإنشاء | وصف | الرقم الممنوح |
| ---------- | ---------------------------------------------------------- | ------------- | --- | ------------- |
|            | وسام الأمومة من الدرجة الأولى Медаль Материнства I степени | 8 يوليو 1944  | تم منح لجميع الأمهات اللاتي يحملن وينشئن 6 أطفال. تم منحه في عيد الميلاد الأول للطفل الأخير ، بشرط بقاء خمسة أطفال آخرين (طبيعيين أو متبنين) على قيد الحياة. تم أيضًا احتساب الأطفال الذين لقوا حتفهم في ظل ظروف بطولية أو عسكرية أو غيرها من الظروف المحترمة.     | ج. 4,000,000  |
|            | وسام الأمومة الدرجة الثانية Медаль Материнства II степени  | 8 يوليو 1944  | تم منح لجميع الأمهات اللواتي يحملن ويربى خمسة أطفال. تم منحه في عيد الميلاد الأول للطفل الأخير ، بشرط بقاء أربعة أطفال آخرين (طبيعيين أو متبنين) على قيد الحياة. تم أيضًا احتساب الأطفال الذين لقوا حتفهم في ظل ظروف بطولية أو عسكرية أو غيرها من الظروف المحترمة. | ج. 8,000,000  |

## الميداليات التذكارية

### يوبيلات القوات المسلحة السوفيتية
| شارة وشريط | الأسم | تاريخ الإنشاء  | وصف | الرقم الممنوح |
| ---------- | --- | -------------- | --- | ------------- |
|            | وسام اليوبيل "XX سنة من جيش العمال والفلاحين الأحمر" </br> билейная медаль «XX лет Рабоче-Крестьянской Красной Армии»       | 24 يناير 1938  | مُنح لقادة الجيش الأحمر والبحرية لمدة 20 عامًا من الخدمة وأيضًا لجميع الذين تم تكريمهم مع وسام الراية الحمراء خلال الحرب الأهلية. | 37504         |
|            | ميدالية اليوبيل "30 عامًا من الجيش والبحرية السوفيتية" билейная медаль «30 лет Советской Армии и Флота»                      | 22 فبراير 1948 | مُنحت لكل من خدم في جيش الاتحاد السوفيتي في 23 فبراير 1948 | 3,710,920     |
|            | وسام اليوبيل "40 عاما من القوات المسلحة لاتحاد الجمهوريات الاشتراكية السوفيتية" билейная медаль «40 лет ооружённых Сил ССР» | 18 ديسمبر 1957 | مُنحت لكل من خدم في جيش الاتحاد السوفيتي في 23 فبراير 1958 | 820.080       |
|            | وسام اليوبيل "50 عاما من القوات المسلحة لاتحاد الجمهوريات الاشتراكية السوفيتية" билейная медаль «50 лет ооружённых Сил ССР» | 26 ديسمبر 1967 | منحت إلى - جميع الحراس والجنرالات والضباط والطلاب والمتطوعين المجندين الذين يخدمون في جيش الاتحاد السوفيتي وفي أجهزة أمن الدولة السوفيتية. - جميع الجنود المودعين في الاحتياط أو المتقاعدين بعد عشرين سنة أو أكثر في الزي العسكري - كل هؤلاء حصلوا على لقب بطل الاتحاد السوفيتي أو كل الفئات الثلاث من وسام المجد - جميع المحاربين القدامى ، بما في ذلك أنصار الحرب الأهلية والحرب العالمية الثانية - كل أولئك الذين حصلوا على وسام أو وسام للخدمة الفردية أو الشجاعة أو الإنجاز بغض النظر عن طول الخدمة.   | 9527270       |
|            | وسام اليوبيل "60 عاما للقوات المسلحة لاتحاد الجمهوريات الاشتراكية السوفيتية" билейная медаль «60 лет ооружённых Сил ССР»    | 28 يناير 1978  | منحت إلى - جميع الحراس والجنرالات والضباط والمتطوعين من الرجال المجندين الذين يخدمون في جيش الاتحاد السوفيتي وفي أجهزة أمن الدولة السوفيتية. - جميع الجنود المودعين في الاحتياط أو المتقاعدين بعد عشرين سنة أو أكثر في الزي العسكري - كل هؤلاء حصلوا على لقب بطل الاتحاد السوفيتي أو كل الفئات الثلاث من وسام المجد - جميع المحاربين القدامى ، بما في ذلك أنصار الحرب الأهلية والحرب العالمية الثانية - كل أولئك الذين حصلوا على وسام أو وسام للخدمة الفردية أو الشجاعة أو الإنجاز بغض النظر عن طول الخدمة. | 10,723,340    |
|            | وسام اليوبيل "70 عاما من القوات المسلحة لاتحاد الجمهوريات الاشتراكية السوفيتية" билейная медаль «70 лет ооружённых Сил ССР» | 28 يناير 1988  | منحت إلى - جميع الحراس والجنرالات والضباط والطلاب والمتطوعين المجندين الذين يخدمون في جيش الاتحاد السوفيتي وفي أجهزة أمن الدولة السوفيتية. - جميع العسكريين المودعين في الاحتياط أو المتقاعدين بعد عشرين سنة أو أكثر بالزي العسكري - حصل كل هؤلاء على لقب بطل الاتحاد السوفيتي أو كل الفئات الثلاث من وسام المجد - جميع المحاربين القدامى ، بما في ذلك أنصار الحرب الأهلية والحرب العالمية الثانية - كل أولئك الذين حصلوا على وسام أو وسام للخدمة الفردية أو الشجاعة أو الإنجاز بغض النظر عن طول الخدمة.    | 9,842,160     |

### يوبيل الحرب العالمية الثانية
| شارة وشريط | الأسم | تاريخ الإنشاء | وصف | الرقم الممنوح |
| ---------- | --- | ------------- | --- | ------------- |
|            | وسام اليوبيل "عشرون عامًا من الانتصار في الحرب الوطنية العظمى 1941-1945" билейная медаль «вадцать лет обеды в еликой течественной войне 1941–1945 гг. »   | 7 مايو 1965   | مُنحت لجميع المشاركين الناجين في الحرب الوطنية العظمى وكذلك جميع الجنود النشطين في القوات المسلحة السوفيتية.                                           | 16.399.550    |
|            | وسام اليوبيل "ثلاثون عامًا من الانتصار في الحرب الوطنية العظمى 1941-1945" билейная медаль «ридцать лет обеды в еликой течественной войне 1941–1945 гг. »  | 25 أبريل 1975 | مُنحت لجميع الناجين من الحرب الوطنية العظمى. تم منح 3 متغيرات. أعطيت إحداها إلى قدامى المحاربين في الحرب ، وأخرى لجبهة العمل ، والأخرى لمشاركين أجانب. | 14259560      |
|            | وسام اليوبيل "أربعون عامًا من الانتصار في الحرب الوطنية العظمى 1941-1945" билейная медаль «Сорок лет Победы в Великой Отечественной войне 1941–1945 гг. » | 12 أبريل 1985 | مُنحت لجميع الناجين من الحرب الوطنية العظمى. تم منح 3 متغيرات. أعطيت إحداها إلى قدامى المحاربين في الحرب ، وأخرى لجبهة العمل ، والأخرى لمشاركين أجانب. | 11268 980     |

### الميداليات التذكارية الأخرى
| شارة وشريط | الأسم | تاريخ الإنشاء  | وصف | الرقم الممنوح |
| ---------- | --- | -------------- | --- | ------------- |
|            | ميدالية "إحياءً للذكرى 800 لموسكو" Медаль «п память 800-летия Москвы» | 20 سبتمبر 1947 | تُمنح لجميع المواطنين الذين شاركوا في ترميم وإعادة إعمار موسكو. مع جنسية موسكو لمدة خمس سنوات أو أكثر. مُنحت أيضًا لجميع حاملي وسام الدفاع عن موسكو الباقين على قيد الحياة. | ج. 1,730,000  |
|            | ميدالية "إحياءً للذكرى الـ 250 لتأسيس لينينغراد" Медаль «В память 250-летия Ленинграда»                                                                                                  | 16 مايو 1957   | تُمنح لجميع المواطنين الذين شاركوا في ترميم وإعادة إعمار لينينغراد. مع جنسية لينينغراد لمدة خمس سنوات أو أكثر. مُنحت أيضًا لجميع حاملي وسام الدفاع عن لينينغراد الباقين على قيد الحياة. | ج. 1,440,000  |
|            | ميدالية "احتفالاً بالذكرى 1500 لتأسيس كييف" Медаль «п память 1500-летия Киева» | 10 مايو 1982   | تُمنح لمواطني كييف الذين عاشوا هناك لمدة 10 سنوات على الأقل والذين ساهموا في التنمية الاقتصادية والاجتماعية والثقافية للمدينة. مُنحت أيضًا لجميع حاملي وسام الدفاع عن كييف الباقين على قيد الحياة. | 780180        |
|            | وسام اليوبيل "50 عاما من الميليشيا السوفيتية" Юбилейная медаль «50 лет советской милиции»                                                                                               | 21 نوفمبر 1967 | تمنح لجميع أفراد الشرطة الذين خدموا في 21 نوفمبر 1967 والمتقاعدين الذين قضوا 25 عامًا في الخدمة أو أكثر. | 409,150       |
|            | ميدالية اليوبيل "للعمل الشجاع في ذكرى مرور 100 عام على ولادة فلاديمير إيليتش لينين" билейная медаль «а доблестный труд в ознаменование 100-летия дня рождения ладимира льича»           | 5 نوفمبر 1969  | مُنحت لكبار العمال ذوي المهارات العالية ، والمزارعين ، والمتخصصين في الاقتصاد الوطني ، وموظفي المؤسسات العامة والمنظمات العامة ، والعلماء والشخصيات الثقافية ، الذين عرضوا أرقى أمثلة العمل استعدادًا لذكرى لينين ؛ لأولئك الذين شاركوا بنشاط في النضال من أجل إقامة السلطة السوفيتية ، أو لحماية الوطن ، أو الذين قدموا مساهمة كبيرة في عملهم في بناء الاشتراكية في الاتحاد السوفيتي ، الذين ساعدوا الحزب على تثقيف الشباب جيل من خلال القدوة الشخصية والأنشطة الاجتماعية. | 9,000,000     |
|            | ميدالية اليوبيل "للبسالة العسكرية إحياءً للذكرى المئوية لميلاد فلاديمير إيليتش لينين" билейная медаль «а воинскую доблесть в ознаменование 100-летия дня рождения Владимира» льича льича | 5 نوفمبر 1969  | مُنحت لجنود الجيش السوفيتي وبحارة البحرية وقوات وزارة الداخلية وقوات لجنة أمن الدولة التابعة لمجلس وزراء اتحاد الجمهوريات الاشتراكية السوفيتية ، الذين أظهروا أداءً ممتازًا في القتال والتدريب السياسي ، وحققوا نتائج جيدة في إدارة وصيانة الجاهزية القتالية استعدادًا لذكرى لينين. | 2,000,000     |
|            | ميدالية اليوبيل <b id="mwDJc">"احتفالاً بالذكرى المئوية لميلاد فلاديمير إيليتش لينين"</b> билейная медаль «ознаменование 100-летия дня рождения ладимира льича Ленина»                   | 5 نوفمبر 1969  | مُنحت للقادة الأجانب في الحركة الشيوعية والعمالية الدولية ونشطاء تقدميين آخرين في الخارج. | 5000          |

ملحوظة: تم ارتداء العديد من الزخارف السوفيتية بالكامل، لذلك لم يتم إنشاء شريط الخدمة، ومنذ إنهيار الاتحاد السوفيتي، تم إنشاء أشرطة لبعض الميداليات. وتشير علامة النجمة * إليها.